# Rage (hype)
Een rage is een collectieve bevlieging van een grote bevolkingsgroep voor een bepaald product of gedrag. Meestal gaat het daarbij om producten of gedragingen die als nieuw, hip en eigentijds worden beschouwd.
Afgezien van het feit dat het "nieuw" is kunnen rages ook beïnvloed worden door emotionele opwinding, groepsdruk of zelfs een wens om door de rest aanvaard te worden. Soms is er sprake van het volgen van de elite, en voor sporten is vaak het winnen van een belangrijk sporttoernooi de trigger die een rage in gang zet.
Rages verdwijnen normaliter weer snel nadat het idee van nieuwigheid verdwenen is. Na verloop van tijd komen ook de nadelen van de rage aan het licht (bijvoorbeeld het verwaarlozen van andere activiteiten, ongewenste nevenverschijnselen zoals spoorlopen ten gevolge van het spelen van Pokémon GO, of men komt erachter dat het object maar voor heel even leuk is). Bovendien raakt de rage na verloop van tijd uitgeput; er zijn geen nieuwe mogelijkheden met het object die het publiek nog kunnen bekoren. Het nieuwe is er af en de verveling slaat toe. Vaak zijn de trendsetters in een rage ook de eersten die er weer mee ophouden. Soms blijft na het eindigen van de rage nog een klein groepje enthousiastelingen en verzamelaars over. Mits er voldoende tijd is verstreken kunnen sommige rages ook weer terugkeren: Pokémon maakte bijvoorbeeld na vanaf ongeveer 1998 tot 2003 'in' te zijn geweest een comeback in 2016.

## Soorten rages
Het gedrag dat met rages geassocieërd wordt kan in verschillende types voorkomen, waaronder:
- computerspelletjes (Pac-Man, Nintendo, Pokémon PlayStation, Wordfeud etc.)
- dans (de twist, de moonwalk, de Lambada, de Dab, de Macarena, jumpstyle etc.)
- dieren (soms worden bepaalde huisdieren waanzinnig populair dankzij films of televisieseries. Na Lassie nam de verkoop van collies bijvoorbeeld toe.)
- fictieve figuren (Mickey Mouse, De Smurfen etc.)
- film (De Star Warsfilms, Jurassic Park, Titanic etc.)
- idolen (James Dean, John Travolta, Leonardo DiCaprio etc.)
- levensstijlen (yoga, new age etc.)
- literatuur (Die Leiden des jungen Werthers, Harry Potter, Twilight etc.)
- jeugdsubculturen (hippies, punkers etc.)
- merknamen (de Mini, de iPad etc.)
- mode (de minirok in de jaren 60, Kickers, Millet en Lacoste in de jaren 80)
- muziekstijlen (rock-'n-roll, punk, techno etc.)
- muzikale artiesten (Elvis Presley, The Beatles, The Osmonds, Michael Jackson, Spice Girls etc.)
- speelgoed (de Rubiks kubus, Tamagotchi etc.; zie ook de voorbeelden onderaan)
- sport (joggen in de jaren 80)
- strips (vooral vedettestrips pikken in op rages)
- taalgebruik (bijvoorbeeld Turbotaal, Murks Chattaal etc.)
- televisieprogramma's (Zorro, Batman, Teenage Mutant Ninja Turtles, Big Brother, Pokémon etc.)
- voedsel en drank (de dieetboeken van Michel Montignac etc.)
- websites (Facebook, Twitter etc.)
- Apps (MSN, Skype, Discord, ChatGPT etc.)

In de meeste gevallen overlappen deze types elkaar ook. Als bijvoorbeeld een televisieprogramma aanslaat dan wordt er meteen ook een gigantische merchandising rond verspreid die kan leiden tot afgeleide films, strips, speelgoed, kledij etc.

## Voorbeelden van speelgoedrages in Nederland
- Knikkeren[1][2]
- Jojo's[1][2] (1932)
- Trollenpoppetje (1960)
- Rubiks kubus (1980)
- Skatebike (1990)
- Flippo's (1995-1997)[1][2][3]
- Tamagotchi (1997 - 1998)[1][2]
- Furby's (1998-1999)[1][2][4]
- Pokémon (ca. 1998-2003)[1][2][5][6]
- Beyblades/spinners (2003)[2][7]
- Scoubidou (2004)[2][8][9]
- Sudoku (2005)[10][11]
- Wuppies (2006)[12][13]
- Poker (2007)[14][15]
- Voetbalplaatjes/AH (2009)[16]
- WaveBoard (2009-2010)[17]
- Space Scooter (2013-2015)[18][19]
- Rainbow Loom (2014)
- Pokémon GO (2016)[20]
- Fidget spinner (2017)[21]
- Pop It (Fidget) (2021)[22]
- Labubu (2025)

Sommige rages worden door winkelbedrijven gecreëerd dan wel geadopteerd om publiek aan zich te binden. Met premiums worden klanten verleid om een verzameling op te bouwen. Veelal moet voor zaken die verwant zijn aan het rage-item (bijvoorbeeld verzamelalbums, boeken, etc.) dan weer wel worden betaald.